# 范多富
范多富（1937年12月—2022年1月3日），甘肃永靖人。中国共产党党员，中华人民共和国政治人物。

## 人物经历
1937年12月，范多富出生于甘肃省永靖县的一个中农家庭。1951年9月，就读于兰州工业学校，高中亦就读于该校中专，在校期间于1956年3月加入中国共产党。毕业后参加工作，历任湘潭电机厂（今湘潭电机集团有限公司）厂长、党委书记，中共湘潭市委副书记、代市长、市长、市委书记、市人大常委会主任，湖南省政协副主席等职。2003年1月卸任退休。